# Massa reduzida
Em física, a massa reduzida é a massa inercial "efetiva" que aparece no problema de dois corpos da mecânica newtoniana.